# Mpreg

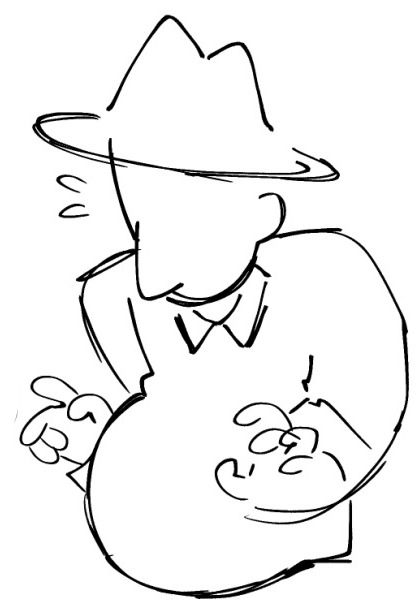
Un fanart mpreg de Dad Egbert de Homestuck

Le Mpreg, abréviation de male pregnancy (« grossesse masculine »), est un trope dans la fiction par lequel les personnages masculins tombent enceints. On le trouve souvent dans la fanfiction, en particulier dans la fiction slash. Le mpreg permet d'explorer des thèmes tels que le genre, l'identité et les normes de la société. Il apparait aussi parfois dans des oeuvres grand public, où il peut être utilisé pour des effets comiques, tragiques ou fantastiques.
Les fictions mpreg vont souvent normaliser la grossesse masculine dans leurs mondes de fiction, ce qui permet aux autrices de se concentrer sur les relations interpersonnelles, la vie de foyer, et les liens émotionnels plutôt que sur les conflits biologiques ou sociétaux. Bien que le mpreg présente l'opportunité de remettre en question les rôles genrés traditionnels, il a aussi reçu comme critique qu'il renforçait ces rôles traditionnels et qu'il masquait les expériences féminines. Ce trope peut se croiser avec des discussions plus larges sur le genre et la sexualité, mais le plus souvent il est utilisé en-dehors du contexte de la transidentité.

## Histoire
La gestation masculine a été explorée dans la littérature et la culture populaire dès l’Antiquité . Dans la fiction contemporaine, la grossesse masculine est souvent présentée de manière comique ou monstrueuse,. Par exemple, en 1994, le film de comédie Junior de montrait un homme qui acceptait de devenir enceint dans le cadre d'une expérience scientifique,. Dans un autre genre, la franchise Alien utilise la grossesse masculine comme une forme de body horror, la conception de l'espèce xénomorphe et son cycle de reproduction symbolisant le viol et la grossesse. Alexandre O. Philippe interprète la représentation du viol d'hommes et de leur grossesse dans Alien comme une manifestation d'une culpabilité patriarcale, tacite, inconsciente mais répandue, qui existait dans les années 1970.
Le trope moderne du mpreg est né dans les années 1980 puis a gagné en popularité dans la lignée de l'Omegaverse dans la communauté de fans de Supernatural des les années 2000 et 2010. Bien que toutes les fictions mpreg ne soient pas des fanfictions, même les fictions originales mpreg plongent leurs racines dans la communauté de fans.

## Description
Les fictions mpreg sont centrées sur la fécondation d'un homme (généralement cisgenre) par un autre homme. Le mpreg a tendance à présenter la grossesse masculine comme un fait positif, parfois même sans surprise,. Le fonctionnement exact de la grossesse dépend de l'œuvre, depuis des interventions magiques ponctuelles jusqu'à la biologie spécifique de l' Omegaverse. La naissance peut également employer différents mécanismes, parmi lesquels la césarienne, des « canaux de naissance » spéciaux, ou l'accouchement par l'anus ou le pénis,. Au sein de la communauté, l'accouchement anal est généralement mal vu, souvent qualifié avec dérision d'histoires de « bébé du cul ».
Les histoires de mpreg ne sont pas toujours sexuelles, mais elles sont souvent en partie pornographiques. Elles peuvent aussi se concentrer seulement sur la relation romantique au sein du couple central,,. Un sondage des utilisatrices et utilisateurs du site d'histoires principalement originales Mpreg Central a révélé que 57 % préféraient des histoires qui comportaient du sexe, tandis que 43 % préféraient qu'il soit moins mis en avant voire pas du tout inclus. La fiction mpreg peut aussi se concentrer sur l'expérience de la grossesse elle-même, y compris les nausées matinales, les changements d'humeur et les envies, ou son impact sur une relation. Certaines fictions mpreg ne se concentrent pas du tout sur la grossesse : l'auteur ou autrice choisit alors de faire apparaitre une grossesse masculine dans une romance, sans que cette grossesse domine l'intrigue. Ces histoires peuvent plutôt se centrer sur la vie conjugale du couple ou sur le lien amoureux qui les unit,,.

## Communauté
Comme souvent dans le milieu des fanfictions, la plupart des œuvres mpreg sont écrites et lues par des femmes. L'autrice de fictions originales (par opposition aux fanfictions) Kiki Burrelli estime que l'essentiel de son lectorat est composé de femmes de plus de 20 ans. D'autres communautés mpreg, comme le forum Mpreg Central, sont majoritairement composées d'hommes gays. Ils désirent souvent tomber enceints eux-mêmes, ou faire tomber un autre homme enceint,.
Même à l'intérieur du monde déjà stigmatisé du fandom slash, lire et écrire des fictions mpreg est souvent stigmatisé,,. Un auteur nommé CJ explique que les autres fans rejettent le mpreg parce que celui-ci « transforme les personnages masculins en versions pleurnichardes et féminisées d'eux-mêmes ». Le mpreg apparait également dans les vidéos pornos, où il forme un genre de niche,.

## Réaction des universitaires
Dans le milieu universitaire, la première personne à écrire sur le mpreg était Constance Penley en 1997 ; elle en parlait comme de quelque chose de subversif et d'une « réorganisation extrême du corps masculin »,. Plus récemment, le mpreg a été alternativement critiqué pour son renforcement des rôles genrés traditionnels, et salué pour les avoir subvertis,,. Berit Åström, dans son analyse des œuvres des fictions mpreg dans la communauté de fans de Supernatural, remarque que certaines autrices insistent sur la masculinité du personnage enceint, tandis que d'autres montrent les personnages enceints comme « exprimant des émotions stéréotypiquement attendues des femmes ». Dans l'ensemble, elle a trouvé ces histoires « plutôt hétéronormatives », avec des « histoires conventionnelles qui se déroulent dans un univers très anti-conventionnel ». D'autres études analysent les hommes enceintes dans la fiction mpreg en tant que représentations féminines,,.